# Вичівська сільська рада
Ви́чівська сільська́ ра́да — колишній орган місцевого самоврядування в Зарічненському районі Рівненської області. Адміністративний центр — село Вичівка.

## Загальні відомості
- Вичівська сільська рада утворена в 1945 році.
- Територія ради: 152,06 км²
- Населення ради: 2 845 осіб (станом на 2001 рік)

## Населені пункти
Сільській раді були підпорядковані населені пункти:
- с. Вичівка
- с. Бродниця
- с. Бутове

## Склад ради
Рада складалася з 16 депутатів та голови.
- Голова ради: Терлецький Анатолій Васильович
- Секретар ради: Зиль Людмила Василівна

### Керівний склад попередніх скликань
| Прізвище, ім'я, по батькові    | Основні відомості                                                              | Дата обрання | Дата звільнення |
| ------------------------------ | ------------------------------------------------------------------------------ | ------------ | --------------- |
| Місюра Анастасія Андріївна     | Сільський голова, 1958 року народження, Всеукраїнське об'єднання «Батьківщина» | 26.03.2006   | 31.10.2010      |
| Терлецький Анатолій Васильович | Сільський голова, 1966 року народження, освіта вища, член Народної партії      | 31.10.2010   |                 |

Примітка: таблиця складена за даними сайту Верховної Ради України